# Karl von Frisch
Karl Ritter von Frisch (n. 20 noiembrie 1886, Viena, Austro-Ungaria – d. 12 iunie 1982, München, RFG) a fost un etolog austriac, laureat al Premiului Nobel pentru Fiziologie sau Medicină pe 1973, împreună cu Nikolaas Tinbergen și Konrad Lorenz.
Munca sa s-a concentrat pe cercetarea percepției senzoriale ale albinei melifere, el fiind unul dintre primii cercetători care au descifrat semnificația dansului albinelor. Teoria sa a fost la început contestată de alți oameni de știință, și primită cu scepticism. Recent însă s-a demonstrat clar că este corectă.

## Viața
Karl von Frisch a fost fiul chirurgului și urologului Anton Ritter von Frisch (1849-1917) și al soției sale, Marie, născută Exner. A fost cel mai tânăr din patru copii, toți deveniți profesori universitari. A studiat la Viena cu Hans Leo Przibram și la München cu Richard von Hertwig, la început în domeniul medicinei, dar mai târziu în cel al științelor naturale. A obținut doctoratul în 1910 și în același an a început să lucreze ca asistent în departamentul de zoologie de la Universitatea din München. În 1912 a devenit lector de zoologie și anatomie comparată, iar în 1919 a devenit profesor universitar. În 1921 s-a transferat la Universitatea din Rostock ca profesor de zoologie și director de institut. În 1923 a acceptat o ofertă din partea Universității din Breslau, de unde s-a întors în 1925 la Universitatea din München, unde a condus institutul de zoologie. După distrugerea institutului în al Doilea Război Mondial, s-a mutat la Universitatea din Graz în 1946, rămânând acolo până în 1950 când s-a reîntors la proaspăt redeschisul institut zoologic din München. S-a pensionat în 1958 dar și-a continuat cercetările.